# لورن (بازیکن فوتبال)
لورن (انگلیسی: Lorran؛ زادهٔ ۴ ژوئیهٔ ۲۰۰۶) بازیکن فوتبال اهل برزیل است.
وی همچنین در تیم ملی فوتبال زیر ۱۷ سال برزیل بازی کرده‌است.